# Gelsemium
Gelsemium é um género botânico pertencente à família Gelsemiaceae.

## Descrição
Arthur Conan Doyle, o criador do famoso Sherlock Holmes, auto-administrou Gelsemium para tratar um nevralgia, progressivamente aumentando a dose, até que não suportou mais os efeitos colaterais. Então, o autor escreveu para o British Medical Journal, em 20 de setembro de 1879, descrevendo seu quadro clínico.
Usos medicinais: ajuda Pessoas com grandes fraquezas, com intensa prostração física e mental, chegando ao embotamento cerebral. 